# Хмелевица (приток Самины)
Хмелевица — река в России, протекает по территории Саминского сельского поселения Вытегорского района Вологодской области. Исток — озеро Куржинское. Течёт сначала на юго-запад, потом на северо-запад в безлюдной болотистой местности, прорезая западные склоны Андомской возвышенности.
Устье реки находится в 34 км по левому берегу реки Самины. Длина реки составляет 40 км, площадь водосборного бассейна — 159 км², уклон — 4,6 м/км.

## Данные водного реестра
По данным государственного водного реестра России относится к Балтийскому бассейновому округу, водохозяйственный участок реки — Бассейн Онежского озера без рр. Шуя, Суна, Водла и Вытегра, речной подбассейн реки — Свирь (включая реки бассейна Онежского озера). Относится к речному бассейну реки Нева (включая бассейны рек Онежского и Ладожского озера).
Код объекта в государственном водном реестре — 01040100612102000017390.